# Maoricicada otagoensis
Maoricicada otagoensis är en insektsart. Maoricicada otagoensis ingår i släktet Maoricicada och familjen cikador.

## Underarter
Arten delas in i följande underarter:
- M. o. maceweni
- M. o. otagoensis